# BBC Sessions (album Cream)
BBC Sessions – album grupy Cream zestawiony z nagrań dokonanych dla różnych programów BBC pomiędzy listopadem 1966 i styczniem 1968 oraz wydany w marcu 2003 roku.

## Historia i charakter albumu
W ramach całej serii znakomitych nieraz wydań archiwaliów z nagrań BBC, w 2003 r. ukazał się bardzo dobrze przyjęty przez krytykę album nagrań dokonanych w okresie od listopada 1966 do stycznia 1968 przez trio rockowe Cream.
Ze względu na czasowe ramy programów, w jakich grupa występowała, utwory musiały być krótkie i treściwe. Grupa wirtuozów i improwizatorów musiała się tym razem skupić na precyzji wykonania i zwięzłości ekspresji. Wyszło to nagraniom na dobre; grupie udało się utrzymać w granicach średnio ok. 3 minut na utwór, z kilkoma kompozycjami nawet poniżej 2 minut i z kilkoma powyżej 4 minut.
Oprócz dwóch utworów (10 i 26) wszystkie pozostałe zostały opublikowane po raz pierwszy.

## Muzycy
- Eric Clapton – gitara, wokal
- Jack Bruce – wokal, gitara basowa, harmonijka, pianino
- Ginger Baker – perkusja, wokal

## Spis utworów
1. Seet Wine (Ginger Baker/Janet Godfrey) [3:27]
2. Eric Clapton interview 1 [0:54]
3. Wrapping Paper (Jack Bruce/Pete Brown) [2:29]
4. Rollin' and Tumblin' (Muddy Waters) [3:02]
5. Steppin' Out (James Bracken) [1:50]
6. Crossroads {Robert Johnson) [1:53]
7. Cat's Squirrel (Trad./Aranż. S. Splurge) [3:38]
8. Traintime (Jack Bruce) [2:50]
9. I'm So Glad (Skip James) [4:22]
10. Lawdy Mama (Trad./Aranż. E. Clapton) [1:53]
11. Eric Clapton interview 2 [0:48]
12. I Feel Free (Jack Bruce/Pete Brown) [2:54]
13. N.S.U. {Jack Bruce) [2:55]
14. Four Until Late (Robert Johnson/Aranż. E. Clapton) [1:55]
15. Strange Brew (Eric Clapton/Gail Collins/Felix Pappalardi) [3:00]
16. Eric Clapton interview 3 [0:44)
17. Tales of Brave Ulysses (Eric Clapton/Martin Sharp) [2:55]
18. We're Going Wrong (Jack Bruce) [3:25]
19. Eric Clapton interview 4 [0:37]
20. Born Under a Bad Sign (Booker T. Jones/William Bell) [3:03]
21. Outside Woman Blues (Arthur Reynolds/Aranż. E. Clapton) [3:18]
22. Take It Back (Jack Bruce/Pete Brown) [2:17]
23. Sunshine of Your Love (Eric Clapton/Jack Bruce/Pete Brown) [4:08]
24. Politician (Jack Bruce/Pete Brown) [3:59]
25. SWLABR (Jack Bruce/Pete Brown) [2:32]
26. Steppin' Out (James Bracken) [3:37]

## Opis płyty
- Producent – Bill Levenson
- Nagrania –

1–5 Saturday Night Club, BBC Light Programme – 8 listopada 1966. Producent: Bill Bebb. Studio BBC Playhouse Theatre, Londyn;
6 Guitar Club, BBC Home Service – 28 listopada 1966. Producent: Bernie Andrews. Studio: Aeolian 2, Londyn;
7–10 Rhythm & Blues, BBC World Service – 9 grudnia 1966. Producent: Jeff Griffin. Studio: Maida Vale 4, Londyn;
11–14 Saturday Club, BBC Light Programme – 10 stycznia 1967. Producent: Bill Bebb. Studio: BBC Playhouse Theatre, Londyn;
15–18 Saturday Club, BBC Light Programme – 30 maja 1967. Producent: Bill Bebb. Studio: BBC Playhouse Theatre, Londyn;
19–23 Top Gear, BBC Radio 1 – 24 października 1967. Producent: Bernie Andrews. Studio: Aeolian 2, Londyn;
24–26 Top Gear, BBC Radio 1 – 9 stycznia 1968. Producent: Bev Phillips. Studio: Aeolian 2, Londyn.
- Mastering – Suha Gur
- Studio – Universal Mastering Studios-East
- Wydanie – czerwiec 2003
- Czas – 68 min. 30 sek.
- Autor szkicu – John McDermott
- Kierownictwo artystyczne – Vartan
- Projekt – Mike Fink @ilevel design/Meire Murakami
- Koordynacja zdjęć – Ryan Null
- Fotografie – przód okładki: Michael Ochs Archives; tył broszurki: London Features; str. 2 Nikpop/Redferns; str. 5: Star File; str. 6 i tył opakowania: Govert de Roos/London Features; str. 9: Barrie Wentzell/Star File; str. 14: David Redfern/Redferns.
- Koordynacja produkcji – Margaret Goldfarb
- Informacje na temat sesji w BBC – Kevin Howlett, Howlett Media Production
- Firma nagraniowa – Polydor Records
- Numer katalogowy – B0000069-02 (WB)